# Bothwell (tragedia)

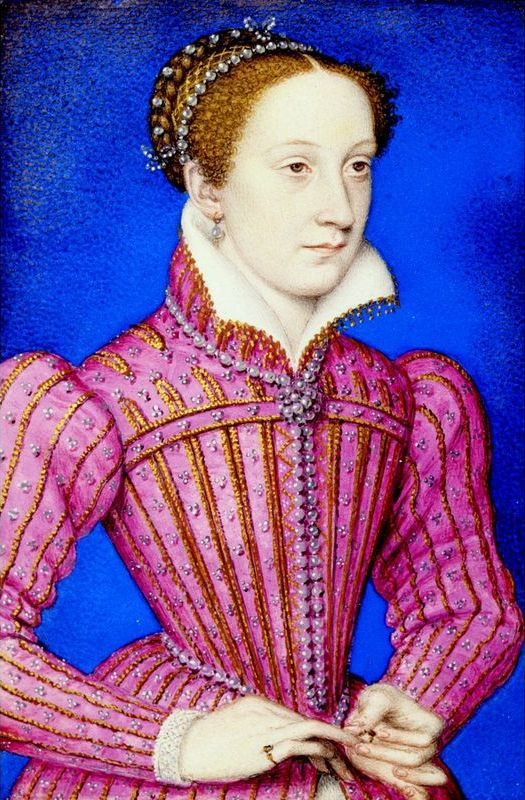
François Clouet, Mary Stuart

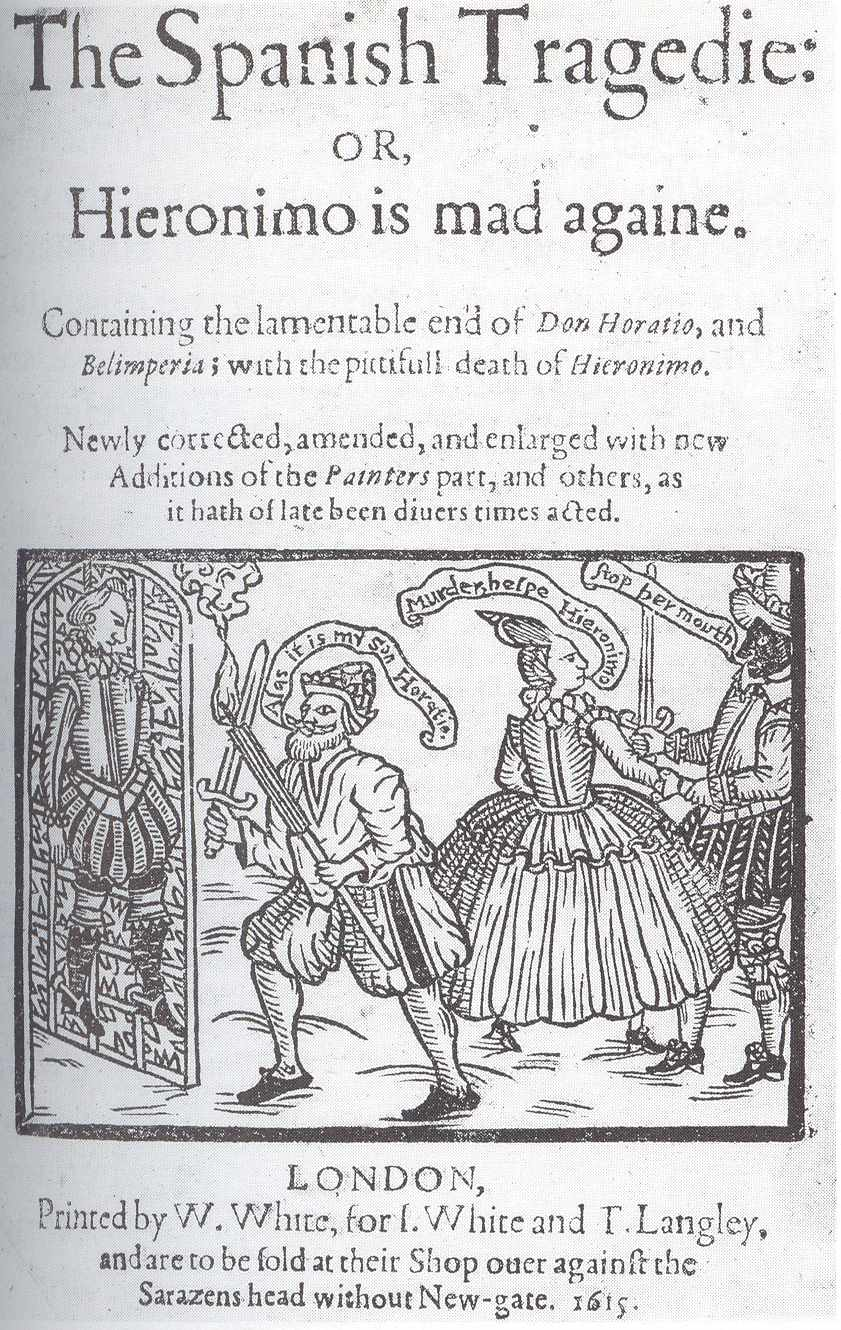
Algernon Charles Swinburne doskonale znał dramat elżbietański i nawiązywał do jego tradycji. Na zdjęciu strona tytułowa Tragedii hiszpańskiej Thomasa Kyda, sztuki przełomowej dla sceny angielskiej

Bothwell – dramat angielskiego poety Algernona Charlesa Swinburne'a, opublikowany w Londynie w 1874 nakładem oficyny Chatto and Windus. Sztuka jest obszerna i z tego względu uważana była za niesceniczną. Uchodzi nawet za najdłuższy dramat napisany po angielsku. Rozmiary sztuki były powodem krytyki. Oscar Wilde napisał o Swinburnie: Then he invented Marie Stuart and laid upon us the heavy burden of Bothwell. Dramat pod względem kompozycji przypomina sztuki elżbietańskie. Bohaterką sztuki jest królowa Maria Stuart. Dramat jest środkową częścią trylogii na jej temat. Pozostałe sztuki cyklu to Chastelard (1865) i Mary Stuart (1881). Utwór jest poprzedzony napisanym po francusku, pełniącym funkcję dedykacji sonetem dla Wiktora Hugo. Zgodnie z regułami dramatu szekspirowskiego, którym poeta żywo się interesował, dramat jest napisany wierszem białym (blank verse), czyli nierymowanym pentametrem jambicznym. Raz po raz Swinburne stosuje swój ulubiony środek stylistyczny, aliterację, którym po mistrzowsku posługiwał się w tragedii Atalanta w Kalidonie. 

But you will not believe me though you hear ;
You have no faith ; you steer by sight, and see
This fellow gilt and garnished with her grace
Sit covered by the queen where lords stand bare
And jet before them lordlier ; and the sight
Makes firm your faith that in his hand and eye
This land is but a harp to play upon,
Whose strings may turn to serpents or to swords
To maim his hand or charm his eye to death.
You have no faith to see this, or to read
The sentence that ensuing shall write me king,
And worth men's fears or faiths : lo, now you laugh,
As though my hope were braggart, and myself
A fool and mouthpiece of its foolish vaunt :
You have no faith.

Krytyk Arthur Symons stwierdził, że Swinburne is a great master of blank verse; there is nothing that can be done with blank verse that he cannot do with it.